# Bérenger de Miramon Fitz-James
Bérenger Axel René de Cassaigne de Beaufort de Miramon, bekannt als Comte Bérenger de Miramon Fitz-James (* 7. März 1875 in Échenoz-la-Méline; † 28. Januar 1952 in Neuilly-sur-Seine) war ein französischer Mäzen und Musikschriftsteller.
Bérenger de Miramon entstammte einer Offiziersfamilie. Er besuchte in Paris das Collège Stanislas und studierte an der Militärakademie in Saint-Maixenet. Er war dann in Aix-en Provence und Compiègne stationiert, unterbrach aber bald seine militärische Laufbahn. 1907 heiratete er Jacqueline Antoinette Clémence Céline Normand, eine Tochter des Schriftstellers Jacques Normand. Zu Beginn des Ersten Weltkrieges wurde er im Rang eines Leutnants reaktiviert, am Ende des Krieges war er Bataillonskommandeur und Ritter der Ehrenlegion.
Nach seiner Demobilisierung widmete er sich unterschiedlichen Projekten, u. a. der Förderung des Gesangsvereins Cantoria und eines Bürgervereins für Arbeitslosenvermittlung. 1926 gründete er mit Norbert Dufourcq die Association des Amis de l’Orgue, die er zeitlebens finanziell unterstützte.  Die Gesellschaft macht den Orgelfreunden Kirchen-, Konzert- und Studioorgeln zugänglich, organisiert Vorträge und Orgelwettbewerbe und gibt die Vierteljahreszeitschrift L'Orgue heraus. In der Zeit des Zweiten Weltkriegs lebte Miramon, an Lungenfibrose erkrankt, in der Schweiz.

## Schriften
- Paganini à Marseille
- Etude sur Franz Liszt et la Divine Comédie
- Etudes sur Emmanuel Chabrier
- Libretto Au pays de la chanson, vertont von Marcel Tournier